# Марло, Беренис
Берени́с Марло́ (фр. Berenice Marlohe; род. 19 мая 1979 года, Париж, Франция) — французская актриса и модель.

## Биография
Её мать — француженка, работает учителем, а отец — камбоджийско-китайского происхождения, врач.
В 2011 году была утверждена на роль девушки Бонда в 23-м фильме серии «бондианы» «007: Координаты „Скайфолл“», вышедшем в прокат 23 октября 2012 года.

## Фильмография
| Год       |    | Русское название                 | Оригинальное название            | Роль                                   |
| --------- | -- | -------------------------------- | -------------------------------- | -------------------------------------- |
| 2007      | ф  | Несоответствие (короткометражка) | La discordance                   | Молодая женщина                        |
| 2008—2009 | с  | Парижские истории                | Pas de secrets entre nous        | Ингрид                                 |
| 2000—2009 | с  | Так поступают настоящие женщины  | Femmes de loi                    | Barmaid                                |
| 2006      | с  | Служба расследований             | Section de recherches            | Изабелль Марней                        |
| 2008      | тф | Le temps est à l'orage           | Le temps est à l'orage           | Алисия                                 |
| 2001—2009 | с  | Père et maire                    | Père et maire                    | Каролина Пайлет                        |
| 2006      | с  | Убийство по-французски           | R.I.S. Police scientifique       | Eglantine du Meunier, Femme bijouterie |
| 2006—2010 | с  | Скорая медицинская помощь        | Équipe médicale d'urgence        | Алексия                                |
| 2010      | тф | Голубь (ТВ)                      | Le pigeon                        | Игрок в гольф                          |
| 2011      | ф  | Искусство обольщения             | L'art de séduire                 | Спортсменка                            |
| 2012      | ф  | 007: Координаты «Скайфолл»       | Skyfall                          | Северин                                |
| 2012      | ф  | Любовь с препятствиями           | Un bonheur n’arrive jamais seul  | любовница Лорана                       |
| 2013      | ф  | Вне закона                       | Untitled Terrence Malick Project |                                        |
| 2014      | ф  | С 5 до 7. Время любовников       | 5 to 7                           | Ариэль                                 |
| 2017      | с  | Твин Пикс                        | Twin Peaks                       | француженка                            |
| 2017      | ф  | Рубильник                        | Kill Switch                      | Эбигейл Вос                            |
| 2017      | ф  | Восстание                        | Revolt                           | Надя                                   |

## Музыкальные клипы
- 2007 : клип Partons vite, исполняют Kaolin[фр.], режиссёр Patrick Hernandez
- 2008 : клип J’étais là, исполняет Зази, режиссёр Denis Thibaud
- 2010 : клип Les Mythomanes, исполняет JBL, режиссёр AMX Picture